# École du Louvre
École du Louvre je veřejná vysoká škola v Paříži. Výuka se zaměřuje na studium dějin umění, archeologie, epigrafiky, antropologie a muzeologie. Škola byla založena v roce 1887. Sídlí v paláci Louvre (křídlo Flore) v 1. obvodu. Škola má statut Grande école a jejím zřizovatelem je francouzské ministerstvo kultury.

## Historie
Škola byla založena 24. ledna 1882 na návrh Julese Ferryho, původně pod názvem École d'administration des musées (Škola správy muzeí). První přednáška se konala 4. prosince 1882 ke studiu démotických dokumentů uložených v Louvru. Zpočátku se École du Louvre zaměřovala na výuku archeologie. Posléze se připojily i dějiny umění (od 1902). V roce 1927 vznikla katedra muzeologie. Od roku 1991 probíhá výuka zaměřená na konzervování.